# Sangdžu
Sangdžu (korejsky 상주) je město v Jižní Koreji v provincii Severní Kjongsang. Ve městě žije přibližně 103 tisíc obyvatel.
Sangdžu má dlouhou historii a v minulosti bylo významným městem. Spojením názvů měst Kjongdžu a Sangdžu vzniklo pojmenování provincie Kjongsang (která byla později rozdělena na Severní a Jižní). Sangdžu má přezdívku „sam pek“ – tři bílé podle tří hlavních zemědělských produktů, rýže, hedvábí a kaki.

## Partnerská města
- Davis, Spojené státy americké (2004)
- I-čchun, Čína (2005)